# Малєєв Юрій Миколайович
Ю́рій Микола́йович Малє́єв (2 серпня 1941, Чернігів — 20 травня 2006) — український історик, археолог, музеєзнавець, кандидат історичних наук, доцент Київського Національного Університету імені Тараса Шевченка.

## Життєпис
Народився 1941 року в Чернігові. З 1946 року проживав в м. Заліщики. Навчався у середній школі, яку закінчив у 1959 році. Виховувався у сім'ї лікарів, які працювали у госпіталі інвалідів війни.
У шкільні роки здійснював багато краєзнавчих мандрівок під керівництвом вчителя історії Онисія Степановича Тура. Відтоді й з'явився інтерес до історії.
Після військової служби у 1963—1966 р.р. навчався на історичному факультеті Львівського університету ім. І. Франка. 1966—1968 роки навчання на історичному факультеті Київського університету ім. Т. Шевченка, де спеціалізувався з археології.
Після закінчення університету Ю. М. Малєєв працював старшим лаборантом, асистентом кафедри археології і музеєзнавства, а з 1982 року старшим викладачем цієї кафедри.

## Наукова діяльність
З 1969 року Юрій Малєєв постійно керував Дністровською археологічною експедицією Київського університету.
У 1981 році в Інституті археології Академії наук України захистив дисертацію на тему «Історія племен Західного Поділля та Прикарпаття у кінці бронзової на початку залізної доби» і здобув вчений ступінь кандидата історичних наук. Досліджував давню історію Західного Поділля, Прикарпаття та Карпат.
Багато досліджень провів у Заліщицькому районі: у Заліщиках, Лисичниках, Блищанці, Бедриківцях, Синькові, Буряківці, Зозулинцях, Ворвулинцях, Слобідці.
Ю. М. Малєєв був учасником багатьох наукових конференцій, у доробку автора до 200 наукових праць, надрукованих у вітчизняних і зарубіжних виданнях.
За свого життя Юрій Малєєв здійснив і описав чимало наукових розвідок.
Проводив культурно-просвітницьку, науково-дослідну діяльність, займався дослідженням і популяризацією історичних моментів в літописі України. Праці у галузі історії, археології принесли йому заслужений авторитет у колах наукової творчої інтелігенції.

## Праці
- Гольштатське та давньоруське городище біля с. Богданівка на Поділлі // V Всеукраїнська конференція «Розвиток історичного краєзнавства в конспекті національного і культурного відродження України». — К., 1991. — С.516-518.
- Застава богатирська над Дністром // Колос. — 1990. — 3 квітня.
- Курган Західноподільської групи поблизу с. Зозулинці // Поховальний обряд давнього населення україни. — К., 1991. — С.162-181.
- Повернуті з небуття // Колос. — 1974. — 16 серпня.
- Розкопки жертовника на городищі Лисичники // Археологічні дослідження на Україні 1991 р. Луцьк., 1993. — С.63-64.
- Разом з вченим (Про дослідження печери у Кривчу) // Надзбручанська правда. — 1964. — 10 березня.
- Сива давнина Наддністров'я // Вільне життя. — 1986. — 1 лютого.
- (рос.)Раскопки на реке Серет // Археологические открития. 1974. — М.: Наука, 1975. — С.319-320.